# サワトウガラシ
サワトウガラシはサワトウガラシ属に属する一年草。湿地性の小柄な草で、水田雑草としても出現するが、現在では見ることは少ない。

## 特徴
ごく小型ながら、紫の花がよく目立つ。
根は貧弱。茎は根元で分枝してやや這い、先端は立ち上がって高さは5-20cm。全株黄緑色で、つやがあってみずみずしい。茎の断面は四角で、まばらに節があり、それぞれに葉を対生する。葉は柄がなく、線形で先がとがる。
茎の先端近くの葉腋からは普通の花をつける。此花は細い柄を持って立ち上がり、その先端に一つだけついて横を向いて開く。花は長さ5-6mmと小さいながら、美しい紫の唇花である。また、茎の下部の葉腋には閉鎖花をつける。閉鎖花は柄がなく、細長い萼に覆われ、長さ3mmほど。閉鎖花は根元の方に一面につくこともあり、特に富栄養な条件では数が多いと言う。

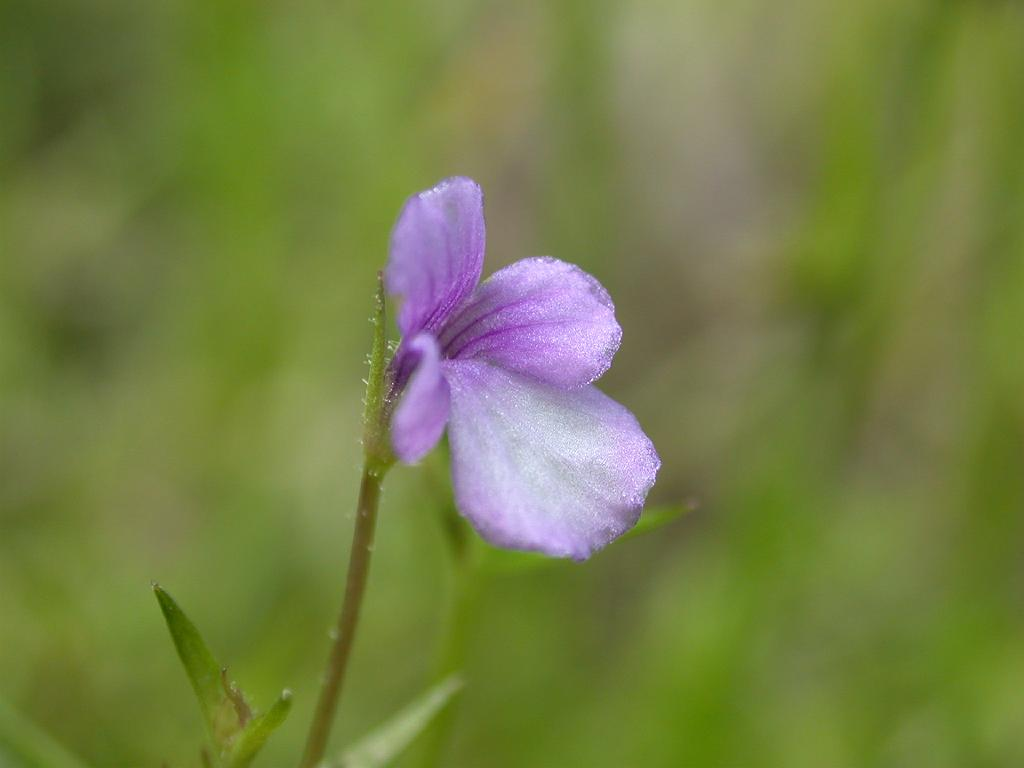
花の拡大

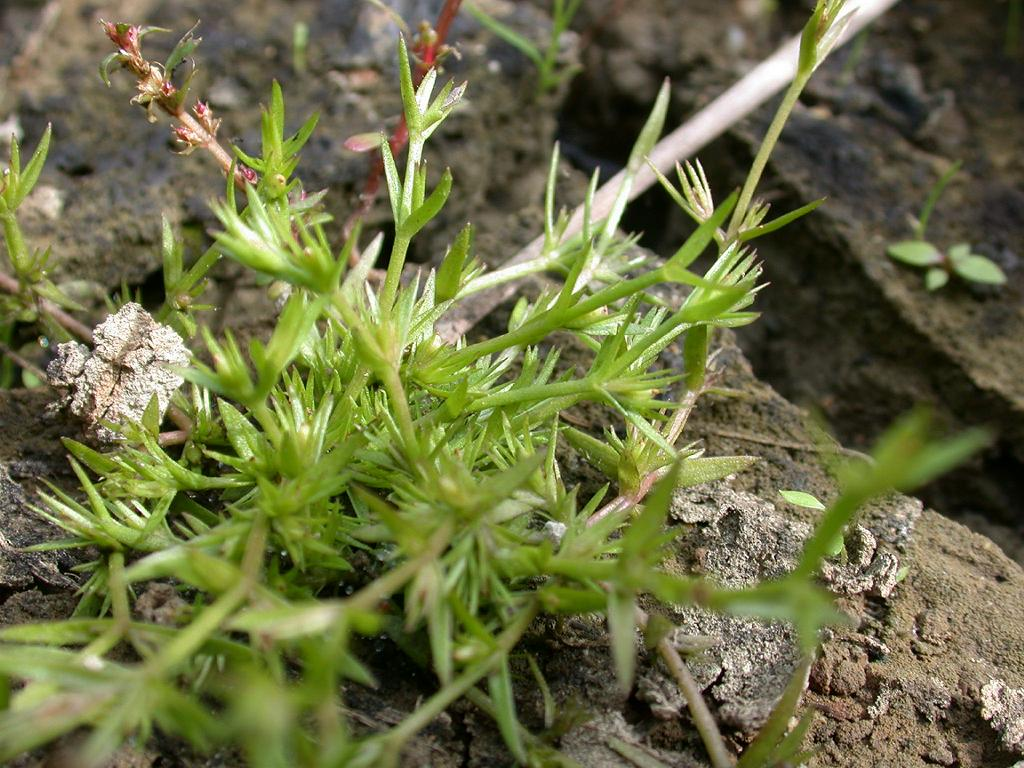
閉鎖花をつけた部分

## 生育環境等
湿地に生える。水田に出現することもあり、稲刈り後によく繁茂する。ただし、現在ではかなり田舎の山間部でなければ見るのは難しいかも知れない。
北海道（胆振地方のごく一部）、本州、四国、九州に分布し、国外では朝鮮と中国東北部から知られる。

## 近縁種
サワトウガラシ属は、小型の草で葉を対生すること、唇花を葉腋に単生することなどでアブノメ属に似るが、花糸（オシベの柄）が大きく曲がって一回りすること、葯の二室が接着することなどで区別される。
この属には東アジアに二種が知られ、どちらも国内に産する。もう一種は以下の種である。
- マルバノサワトウガラシ D. adenocaulum (Maxim.) Yamazaki

サワトウガラシに似ているが、一回り小さい。また、葉が卵形に近く、複数の脈が見える（サワトウガラシでは主脈のみ明確）点が異なる。本州（青森県日本海側以南）、四国、九州と朝鮮南部に分布する。やはり湿地に生育するが、水田に出ることはなく、数は少ない。絶滅危惧IB類に指定されている。